# Claes Uggla
Claes Johansson Uggla (Afverstad, 1614 – Mar Baltico, 11 giugno 1676) è stato un ammiraglio svedese che rimase ucciso nell’esposlosione del proprio vascello, lo Svärdet, saltato in aria nella battaglia di Öland, durante la guerra di Scania.